# آموس غاريت
آموس غاريت (بالإنجليزية: Amos Garrett)‏ هو مغني أمريكي، ولد في 26 نوفمبر 1941 في ديترويت في الولايات المتحدة.

## وصلات خارجية
- آموس غاريت على موقع IMDb (الإنجليزية)
- آموس غاريت على موقع ميوزك برينز (الإنجليزية)
- آموس غاريت على موقع ديسكوغز (الإنجليزية)